# Turkey Juniors 2019
Das Turkey Juniors 2019 fand als bedeutendstes internationales Nachwuchsturnier der Türkei im Badminton vom 16. bis zum 18. Dezember 2019 in Ankara statt.

## Sieger und Platzierte
| Disziplin    | Gold                              | Silber                          | Bronze                             |
| ------------ | --------------------------------- | ------------------------------- | ---------------------------------- |
| Herreneinzel | Mads Juel Møller                  | Sid Palakkal                    | Nurullah Saraç                     |
| Herreneinzel | Mads Juel Møller                  | Sid Palakkal                    | Sezgin Kelebek                     |
| Dameneinzel  | Mariia Golubeva                   | Zeynep Akdeniz                  | Aleksandra Chushkina               |
| Dameneinzel  | Mariia Golubeva                   | Zeynep Akdeniz                  | Ayça Özgür                         |
| Herrendoppel | Egor Borisov Egor Velp            | Sezgin Kelebek Hilmican Şimşek  | Danila Gataullin Jonas Østhassel   |
| Herrendoppel | Egor Borisov Egor Velp            | Sezgin Kelebek Hilmican Şimşek  | Hasan Berkay Günbaz Nurullah Saraç |
| Damendoppel  | Yasemen Bektaş Cansu Erçetin      | Şevval Naz Işık Başak Seven     | Bahar Sabancı Nisanur Tunçer       |
| Damendoppel  | Yasemen Bektaş Cansu Erçetin      | Şevval Naz Işık Başak Seven     | Azime Serttaş İrem Uysal           |
| Mixed        | Taha Emirhan Budak Yasemen Bektaş | Semih Özgür Doğruer Edanur Alan | Egor Borisov Mariia Golubeva       |
| Mixed        | Taha Emirhan Budak Yasemen Bektaş | Semih Özgür Doğruer Edanur Alan | Jonas Østhassel Laura Fløj Thomsen |